# Monoszlói Csupor Miklós
Monoszlói Csupor Miklós (? – 1474) erdélyi vajda 1468–1472 között, Hunyadi Mátyás korában.

## Pályafutása
Régi nemesi családból származott; a család őse III. Bélától kapta a monoszlói birtokot.
1459-ben a királyi udvarban említik, 1467-ben vitézlő (egregius) titulussal. 1467-ben Mátyás királyt képviselte a török veszélyről tanácskozó nürnbergi birodalmi gyűlésen. Szintén 1467-ben egyike volt a Moldva elleni hadjárat vezéreinek; a hadjárat során hét súlyos sebet szerzett. A hadjárat után Mátyás király az ellene indított erdélyi felkelés vezetőinek birtokaival (Somkerék, Almakerék, Farnas, Vajdaszentivány, Beszterce) jutalmazta. 1467-ben a király székely ispánná, 1468-ban erdélyi vajdává nevezte ki. 1470-ben a Csehország ellen indított királyi sereg egyik vezére volt, és Verőce vármegye főispánja lett. A királytól kapott birtokait maga is gyarapította közeli birtokokkal (Botháza, Kisesküllő, Kendermező, Galponya, Borza, Farkasmező, Szamosőrmező, Zsobok, Hidalmás, Magyarderzse stb.) 1471-ben egyike volt Mátyás küldötteinek azon a kuttenbergi gyűlésen, ahol a cseh főnemesek királlyá választották Jagelló Ulászlót. 1473-ban több panaszt tettek familiárisai ellen erőszakos birtokfoglalás miatt; ezek következtében több birtokát elkobozták.
1473. decemberben a lengyelek által elfoglalt Nagymihályt ostromló csapatok parancsnoka volt. Az itt szerzett sebesülésébe halt bele 1474. elején.

## Forrás
- W. Kovács András:  Posesiunile ardelene ale lui Nicolae Csupor, voievodul Transilvaniei (1468-1472). Câteva documente inedite.  Banatica,  XXXI. évf.  2. sz. (2021)  arch